# Straßenheizung

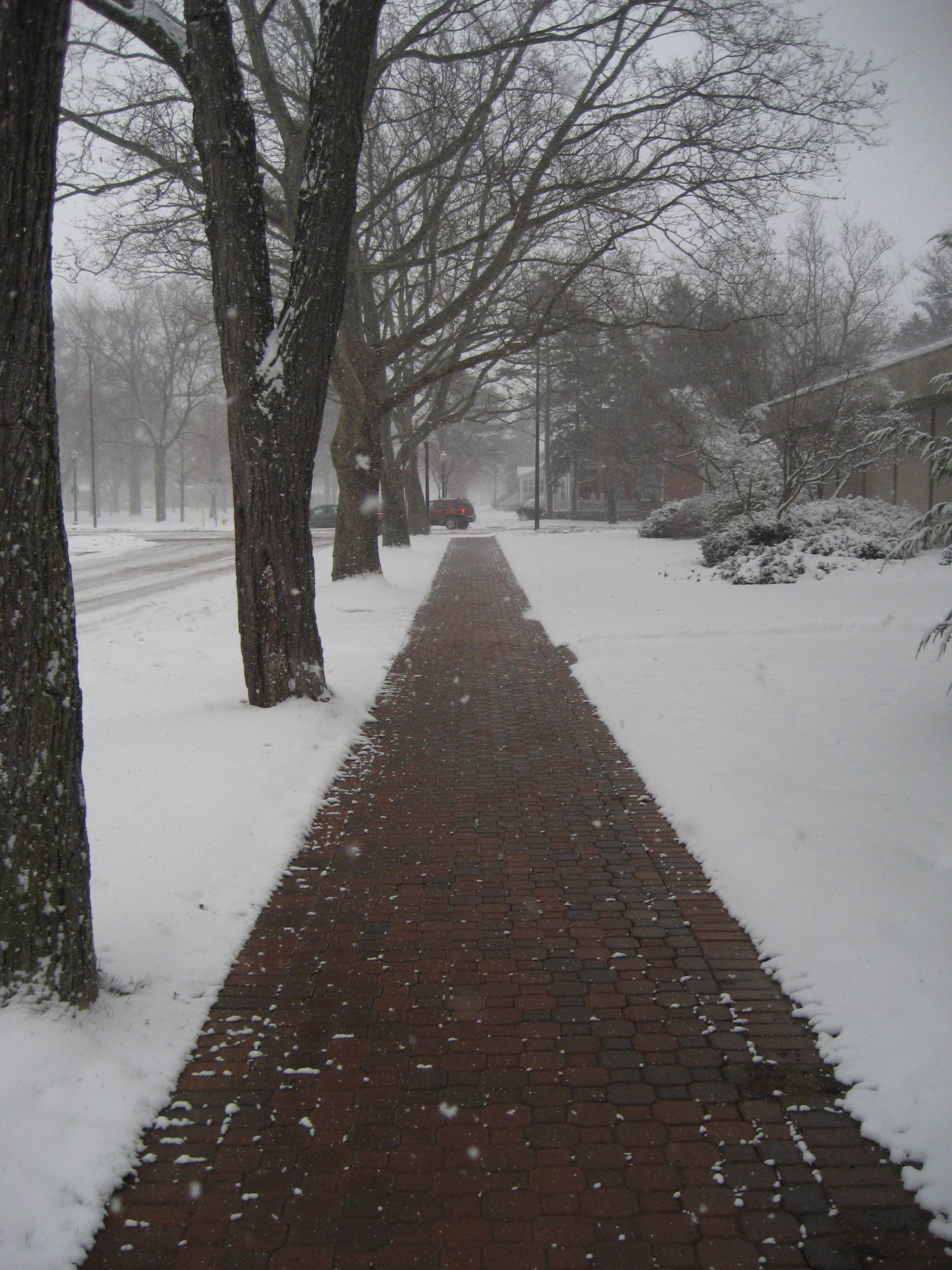
Beheizter Gehweg im Winter in Holland, Michigan/USA

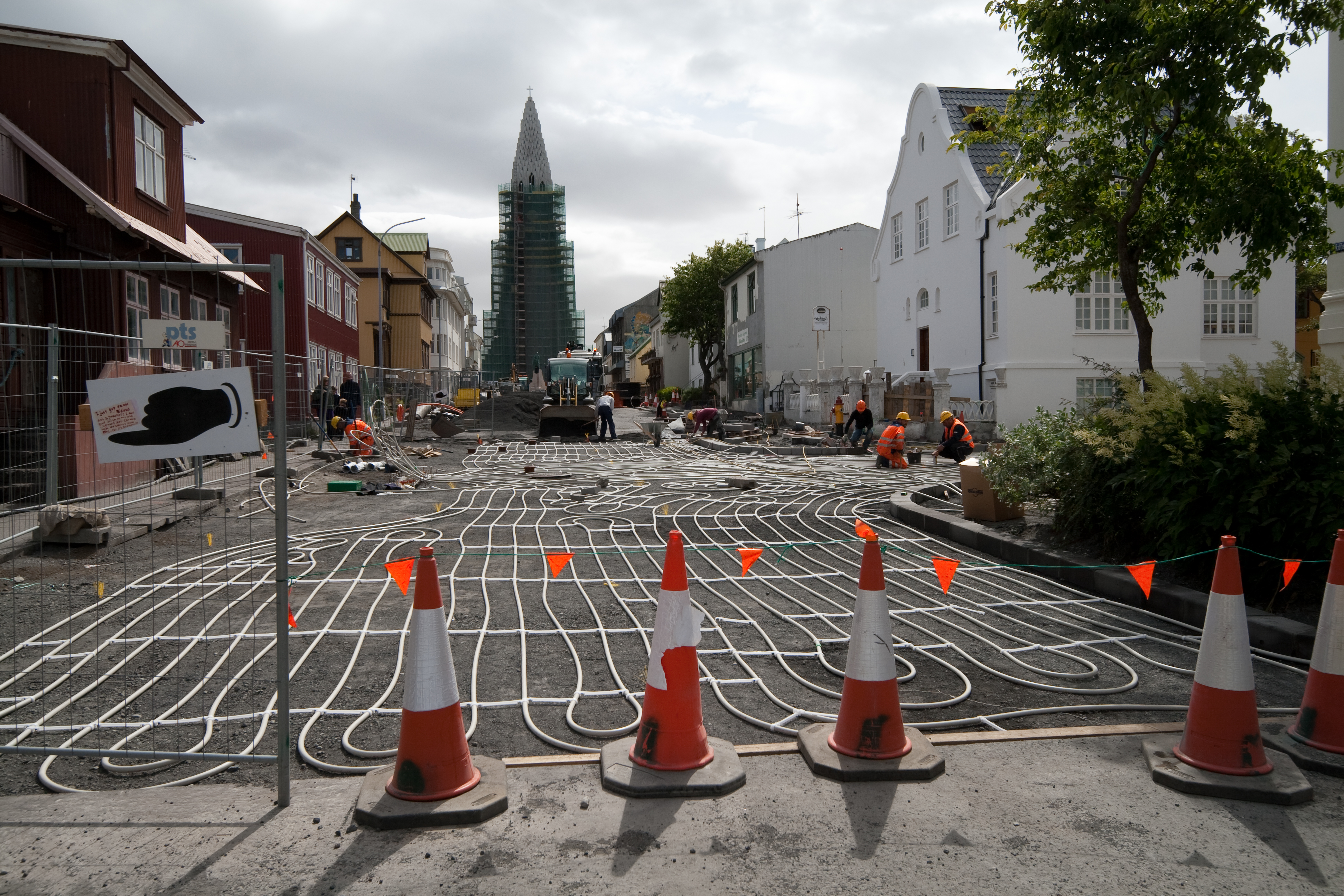
Installation einer geothermischen Straßenheizung in Reykjavík, Island

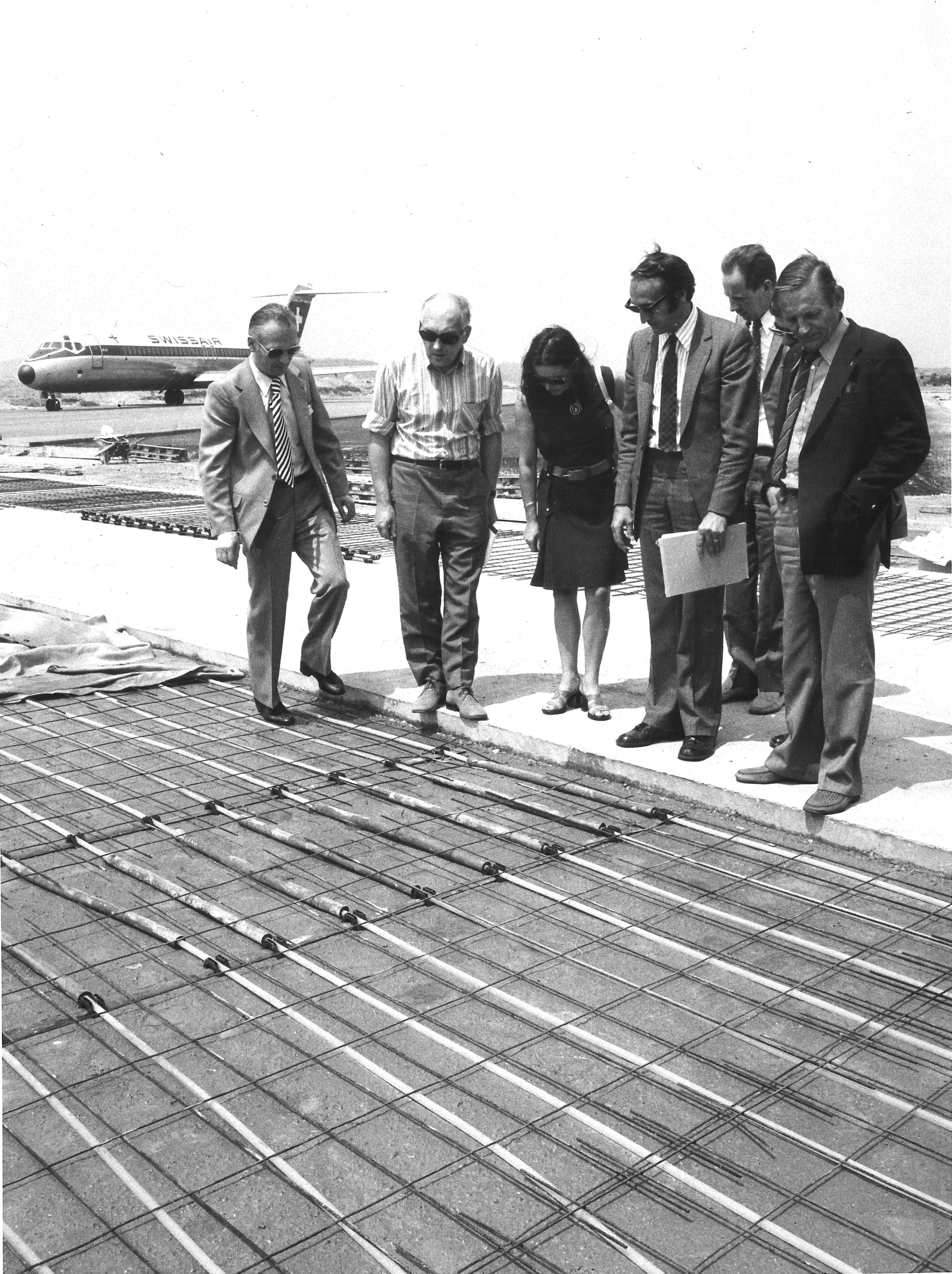
Einbau der MULTIBETON-Freiflächenheizung auf 2 × 16000 m² auf dem Flughafen Zürich-Kloten 1972

Straßen- oder Fahrbahnheizungen sind eine Technik, um ganze Straßen oder besondere Straßenabschnitte, wie zum Beispiel starke Gefällestrecken oder Brücken, im Winter dauerhaft eisfrei zu halten. Straßenheizungen werden mit elektrischem Strom oder mit Wasser betrieben, das mit Erdwärme erhitzt wird. Zweitgenannte Variante ermöglicht zudem im Sommer eine Kühlung der Straße, wobei die Wärmeenergie gespeichert oder anderweitig genutzt werden kann.
Straßenheizungen werden, wie auch die Rasenheizungen in Sportstätten, zu den Freiflächenheizungen gezählt.

## Grundgedanken
Für die dauerhafte Beheizung von Straßen im Winter sprechen neben ökonomischen und ökologischen Grundgedanken auch Ansprüche an die Sicherheit von Straßen:
Straßen werden in der Regel durch den Winterdienst von Schnee befreit und mit Streusalz vor dem Gefrieren bewahrt. Das Streusalz, das mit geschmolzenem Schnee und Eis ins Abwasser und auf an Straßen angrenzende Wald- und Wiesenflächen gespült wird, stellt eine Belastung der Umwelt dar, die mit dem Einsatz von Straßenheizungen reduziert oder ganz vermieden werden kann. Dadurch, dass ein beheizter Straßenabschnitt bei entsprechendem Bedarfsfall über dem Gefrierpunkt (0 °C) temperiert ist, wird auch die Entstehung von Blitzeis verhindert, was zu einer deutlichen Erhöhung der Sicherheit im Straßenverkehr führt. Ein weiterer Vorteil ist die erhöhte Lebensdauer einer beheizten Straße. Das Beheizen verringert die Instandhaltungskosten, da Frostschäden nicht mehr entstehen können; insbesondere reduziert es die Bildung von Schlaglöchern erheblich.

## Technische Umsetzung mit Erdwärme
Straßenheizungen funktionieren praktisch genauso wie eine Fußbodenheizung für Wohnungen. In den Asphalt werden in einigen Zentimetern Tiefe Schlauchleitungen in Schleifen verlegt, durch die ein flüssiger Wärmeträger (z. B. Wasser) zirkuliert. Zur Erwärmung des Wassers wird die Geothermie ausgenutzt, die mit mehreren, meist über 100 Meter tiefen Bohrungen erschlossen werden kann. Das Verfahren ist deshalb besonders gut nutzbar in Regionen, in denen Erdwärme bereits in geringerer Tiefe erreichbar ist. Vorteil dieser Technik ist, dass nur die Wasserpumpen elektrischen Strom benötigen und das eigentliche Heizen mit einer erneuerbaren Energie geschieht.
In Skandinavien und besonders auf Island sind Straßenheizungen durch die geologisch bedingt sehr leicht erschließbare Erdwärme schon länger üblich. Hierfür wird auf Island auch Abwasser in Straßenheizungen eingeleitet, da dieses mit 30–40 °C immer noch ausreichend Restwärme hat. In Deutschland wurden bisher erst wenige Pilotprojekte mit Geothermie durchgeführt, die aber erfolgversprechend verlaufen. Im bayerischen Marktredwitz wurde beispielsweise eine 135 m lange Straßenheizung für eine Gefällestrecke entworfen, die sich den Planungen zufolge nach neun Jahren durch die geringeren Unterhaltungskosten der Straße amortisiert haben soll.

## Technische Umsetzung mit Strom
Der Betrieb von Straßenheizungen mit elektrischem Strom ist ebenfalls möglich. Dazu werden Heizdrähte ebenfalls in Schleifen im Asphalt verlegt.
Diese Art von Straßenheizung weist jedoch, im Vergleich zu einer geothermischen Heizung, eine schlechte Umweltbilanz auf, insbesondere wenn der Strom nicht aus erneuerbaren Energien gewonnen wird. So existiert in Berlin eine elektrische Gehwegabtauanlage am Kurfürstendamm mit einer Grundfläche von etwa 600 m², wobei die Wärmeleistung 400 Watt pro Quadratmeter beträgt, was zu einer Gesamtleistung von ca. 240 kW führt. An einem schneereichen Tag entsteht somit für das Abtauen ein Strombedarf von 5760 kWh, was dem Jahresstrombedarf zweier Familien entspricht. Legt man den Strommix des in Berlin tätigen Grundversorgers Vattenfall zugrunde, werden durch den Betrieb der Abtauanlage pro Tag ca. 3 Tonnen Kohlenstoffdioxid freigesetzt. Als jährliche Gesamtlaufzeit wurden zunächst ca. 250 Stunden geschätzt, erste Erfahrungen ergeben jedoch nur ca. 126 Stunden pro Winter. Im Gegensatz zu einer Straßenheizung, die ständig für eine Bodentemperatur über null Grad sorgt, wird die Anlage nur in Betrieb gesetzt, wenn zur Kälte auch Niederschlag hinzukommt.

## Heiztechnik für andere Verkehrsträger

### Luftfahrt
Mit den Techniken der Straßenheizungen wäre es prinzipiell möglich, auch die Start- und Landebahnen, sowie das Vorfeld von Flughäfen eisfrei zu halten. In den 1930er Jahren wurde eine Startbahnheizung für den Landeplatz der Hugo-Junkers-Werke errichtet, 1972 erhielt der Flughafen Zürich eine Beheizung von Abstellflächen für Flugzeuge. Auf modernen Flughäfen werden solche Heizungen allerdings selten verbaut, vor allem da die Größe der zu beheizenden Fläche zu hohen Investitionskosten führen würde.

### Schienenverkehr
Im Schienenverkehr sind Weichenheizungen weit verbreitet, um die beweglichen Teile einer Eisenbahnweiche auch bei Frost vor dem Vereisen zu schützen. Anders als im Straßenverkehr gibt es für Weichen nur begrenzt zuverlässige Alternativen, sodass Anfang 2011 ca. 72 Prozent der rund 69.000 Weichen im Netz der DB mit einer Weichenheizung ausgerüstet waren. 2008 wurden 90 Prozent dieser Heizungen elektrisch betrieben, wobei die Heizleistung elektrischer Weichenheizungen von etwa fünf Kilowatt (für kleine Gleisradien) bis etwa 50 Kilowatt bei Schnellfahrweichen reicht. In Einzelfällen werden auch ganze Gleisabschnitte, etwa auf Brücken, beheizt.